# LHI Leasing
LHI Leasing – niemieckie przedsiębiorstwo świadczące usługi finansowo-leasingowe mające siedzibę w Monachium.
W polskim rynku leasingu nieruchomości w 2006 roku zajmowała drugie miejsce (25 procent), za ING Lease (34%), a przed BRE Leasing (10%).